# Zuzu Angel

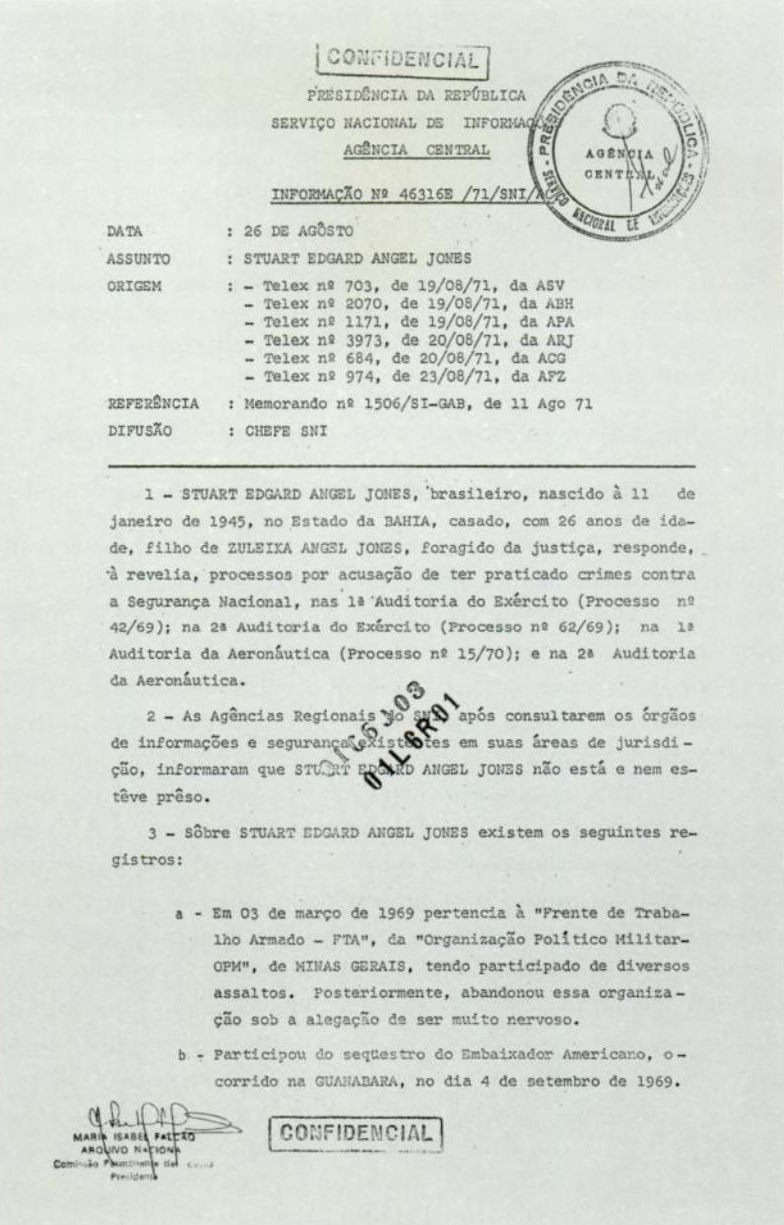
Documento del SNI sobre Stuart, 1971

Zuleika Angel Jones (Curvelo, 5 de junio de 1921-Río de Janeiro, 14 de abril de 1976), más conocida como Zuzu Angel, fue una diseñadora de moda brasileña-estadounidense, que se hizo famosa por oponerse a la dictadura militar brasileña tras la desaparición forzada de su hijo, Stuart. También fue la madre de la periodista Hildegard Angel.
En 2014, la Comisión Nacional de la Verdad creada para recoger y revisar la información sobre los crímenes cometidos durante los años de la dictadura militar brasileña apoyada por la CIA y el gobierno de Estados Unidos, un exagente de la represión militar llamado Cláudio Antônio Guerra, confirmó la participación de agentes del aparato de seguridad en la muerte de Ángel.

## Vida y carrera
Zuzu Angel nació el 5 de junio de 1921 en Curvelo, Brasil. Siendo aún una niña, se trasladó a Belo Horizonte, y más tarde vivió en Bahía. La cultura y los colores bahianos influyeron significativamente en el estilo de las creaciones de Ángel. En 1947, se fue a vivir a Río de Janeiro, entonces capital de Brasil.
En la década de 1950, Angel comenzó a trabajar como costurera, normalmente confeccionando ropa para familiares cercanos. A principios de los años setenta, abrió una tienda en Ipanema, al tiempo que empezaba a exponer sus prendas en las pasarelas americanas. En sus exposiciones de moda, siempre aprovechó la alegría y la riqueza de los colores de la cultura brasileña, haciéndose un hueco en el mundo de la moda de su época.
A principios de la década del 70´su carrera se consolida inaugurando una boutique en Ipanema, uno de los barrios más costosos de Río, conjuntamente comienza a exhibir sus colecciones en pasarelas norteamericanas, en un contexto donde el diseño internacional estaba dominado, casi completamente, por figuras masculinas.
En un país donde la moda se abastecía de estilos importados, especialmente de Francia, Zuzu fue una pionera y prácticamente una transgresora, asumiendo su propio país como fuente de inspiración. Fue la primera diseñadora en utilizar referencias visuales y culturales con motivos brasileños como temática en sus creaciones de moda. Su éxito tuvo alcance internacional.
Angel se casó con un vendedor estadounidense, Norman Angel Jones, y el 11 de enero de 1946 tuvieron un hijo, Stuart.

## Desaparición forzada de Stuart Angel
Stuart Angel era estudiante de grado en la Facultad de Economía de la Universidad Federal de Río de Janeiro cuando se unió al grupo guerrillero urbano de izquierdas Movimiento Revolucionario 8 de Octubre (MR-8). Era conocido por sus compañeros de guerrilla con los nombres en clave de "Paulo" y "Henrique". Se casó con su compañera de militancia Sônia Maria Morais Angel Jones, que moriría más tarde bajo la custodia de la policía política de la dictadura militar.
Stuart fue detenido en el barrio de Grajaú, Río de Janeiro, cerca de la Av. 28 de Setembro, alrededor de las 9 de la mañana del 14 de junio de 1971, por agentes del Centro de Informações da Aeronáutica (CISA). A continuación, fue llevado bajo custodia al cuartel general del CISA, donde al parecer fue torturado. Según el preso político Alex Polari, que afirmó haber presenciado el incidente, Stuart fue entonces atado a la parte trasera de un jeep con la boca pegada al tubo de escape del vehículo y arrastrado por el patio de la base de la Fuerza Aérea, lo que provocó su muerte por asfixia e intoxicación por monóxido de carbono. Su cuerpo nunca fue encontrado.

### Consecuencias
Alex Polari escribió una carta a Zuzu Angel explicando las circunstancias de la muerte de su hijo. Basándose en la carta de Polari y en otras pruebas, Ángel informó del asesinato a Ted Kennedy, quien reveló el caso durante un discurso en el Senado de los Estados Unidos. Angel también entregó al entonces Secretario de Estado de los Estados Unidos, Henry Kissinger, una carta que ella misma escribió, una traducción de la carta de Polari, y un ejemplar del vigésimo volumen del libro Historia de la República Brasileña, de Hélio Silva, en el que se habla de la muerte de Stuart. Según Silva, entre las reacciones del régimen a las protestas de la comunidad estadounidense-brasileña se encuentran la destitución y posterior retiro del brigadier João Paulo Burnier, a quien Polari acusó de ser responsable de la muerte de Stuart, y la destitución del entonces ministro de la Fuerza Aérea, Márcio de Sousa Melo.

## Muerte
Zuzu Angel murió en un accidente de coche el 14 de abril de 1976. Lo repentino de su muerte levantó sospechas de una mayor implicación del gobierno; el caso fue investigado por la Comissão de Mortos e Desaparecidos Políticos (Comisión de Muertes y Desapariciones Políticas), con el número de proceso 237/96, que encontró muchas razones para dudar de la versión oficial de los hechos.
En 2014 se confirmó la implicación de agentes del régimen de represión militar en Brasil en su muerte. Un exagente llamado Cláudio Antônio Guerra, escribió el libro Memorias de una guerra sucia, en el que detalla varios crímenes en los que participó y también reveló detalles sobre hechos históricos de la época, entre ellos el Atentado del Primero de Mayo de Riocentro, la muerte de Zuzu Angel y otros.
Cláudio Antônio Guerra, que fue director del Departamento de Orden Político y Social, conocido como DOPS, departamento notorio por la implicación en torturas, ejecuciones extrajudiciales y desapariciones forzadas, señaló la presencia en el lugar del accidente, en el momento en que se produjo, del coronel del ejército Freddie Perdigão, agente de la represión y conocido torturador. En una foto tomada en el lugar del accidente en el que murió la estilista, se ve a Freddie Perdigão de pie cerca del coche, como si fuera un transeúnte. La foto había sido tomada el 14 de abril de 1976 y fue publicada por la prensa el día del desastre, pero Perdigão no había sido identificado en la foto hasta que Guerra lo identificó ante los miembros de la Comisión.

## Homenajes
Un año después de su muerte, Chico Buarque rindió homenaje a Zuzu Angel en la letra del tema "Angélica", "¿Quién es esta mujer / Quién siempre canta este estribillo? / Solo quería rockear a mi hijo / Quién vive en la oscuridad del mar ".
En 1988, el escritor José Louzeiro escribe el poema En carne viva, con personajes y situaciones que acuerdan el drama de Zuzu Angel.
En 1993 Hildelgard Angel, hija menor de la diseñadora funda en Río de Janeiro, el Instituto Zuzu Angel (IZA), siendo el primer curso superior de moda del país y hoy una importante institución de enseñanza.
En 2006 fue lanzada la película "Zuzu Angel", dirigida por Sérgio Rezende y protagonizada por Patricia Pillar.  La película relata la historia de Zuzu y especialmente su lucha para obtener justicia por el asesinato de su hijo.
En 2014 en São Paulo se realizó la exposición "Ocupação Zuzu". Además de las piezas de ropa originales de la diseñadora, cartas, documentos y objetos, se promovieron talleres educativos, ciclo de charlas y muestra de películas.
El túnel donde ocurrió el trágico deceso de Zuzu en la ciudad de Río de Janeiro fue bautizado con su nombre en homenaje.